# ジェイムズ・マティソフ
ジェイムズ・アラン・マティソフ（James Alan Matisoff、1937年7月14日生まれ）は、アメリカ合衆国の言語学者。東南アジアの諸言語、とくにチベット・ビルマ語族の代表的な研究者である。

## 生涯
マティソフはボストンで生まれた。1954年にハーバード大学に入学し、フランス文学を専攻した。1960年から1年間国際基督教大学で日本語を研究した。1962年からカリフォルニア大学バークレイ校に移り、マリー・ハースの強い影響を受けて、タイで話されるラフ語を研究した。1967年に博士の学位を取得した。
1966年からコロンビア大学で言語学を教え、1970年にカリフォルニア大学バークレイ校の準教授に就任（1974年に教授）した。2002年に退官した。
マティソフは1960年代から東アジア・東南アジアのさまざまな言語のフィールドワークを行っている。とくにラフ語については博士号の取得後も詳細な研究を行っている。
- The Grammar of Lahu. University of California Press. (1973)
- The Dictionary of Lahu. University of California Press. (1988)
- English-Lahu Lexicon. University of California Press. (2006)

マティソフは1968年以来毎年行われている国際シナ・チベット言語および言語学会議(International Conferences on Sino-Tibetan Languages and Linguistics, ICSTLL)の創立者のひとりである。
マティソフは1974年に学術雑誌『Linguistics of the Tibeto-Burman Area』(LTBA)を創刊した。
1987年にマティソフはシナ・チベット語源辞典およびシソーラス(Sino-Tibetan Etymological Dictionary and Thesaurus, STEDT) プロジェクトを開始した。巨大な語彙のデータベースがオンラインで検索できるようになっている。マティソフは2つのSTEDTの出版物を著している。
- Handbook of Proto-Tibeto-Burman: System and Philosophy of Sino-Tibetan Reconstruction. University of California Press. (2003)
- The Tibeto-Burman Reproductive System: Toward an Etymological Thesaurus. University of California Press. (2008)